# Mena (Arkansas)
Mena é uma cidade localizada no estado americano de Arkansas, no Condado de Polk.

## Demografia
Segundo o censo americano de 2000, a sua população era de 5637 habitantes.
Em 2006, foi estimada uma população de 5634, um decréscimo de 3 (-0.1%).

## Geografia
De acordo com o United States Census Bureau, a localidade tem uma área de 17,6 km², dos quais 17,5 km² cobertos por terra e 0,1 km² cobertos por água. Mena localiza-se a aproximadamente 336 m acima do nível do mar.

## Localidades na vizinhança
O diagrama seguinte representa as localidades num raio de 40 km ao redor de Mena.